# Тонкосемянник истодолистный
Тонкосемя́нник истодоли́стный (лат. Leptospermum polygalifolium) — вид цветковых растений рода Тонкосемянник (Leptospermum) семейства Миртовые (Myrtaceae). 

## Ботаническое описание
Дерево с коричневой корой. Листья мелкие, овальные. Мелкие цветки белые.

## Распространение
Растение родом с востока Австралии, также встречается в Малайзии. Растёт в горных лесах.

## Подвиды
Различают следующие подвиды тонкосемянника истодолистного:
- Leptospermum polygalifolium subsp. cismontanum Joy Thomps.
- Leptospermum polygalifolium subsp. polygalifolium[1]